# سیندی سمپسون
سیندی سمپسون (انگلیسی: Cindy Sampson؛ زاده ۲۷ مهٔ ۱۹۷۸) یک هنرپیشه اهل کانادا است. وی از سال ۱۹۸۹ میلادی تاکنون مشغول فعالیت بوده‌است.